# بوجانوواچ
بوجانوواچ (به صربی: Bujanovac) یک روستا در صربستان است که در صربستان جنوبی و شرقی واقع شده‌است. بوجانوواچ ۳۸۴ متر بالاتر از سطح دریا واقع شده‌است.